# Казахский агротехнический университет имени Сакена Сейфуллина
Казахский агротехнический исследовательский университет имени Сакена Сейфуллина (КазАТИУ) (қаз. Сәкен Сейфуллин атындағы Қазақ агротехникалық зерттеу университеті) — крупнейший аграрный вуз Центрального и Северного Казахстана, первое высшее учебное заведение города Астана. Назван в честь основоположника современной казахской литературы Сакена Сейфуллина.
Университет был основан в 1957 году как учебное заведение для подготовки кадров для работы на Целине и впоследствии стал одним из ведущих учебных заведений уже в современном Казахстане.

## История
3 октября 1957 года Советом Министров СССР было принято Постановление об организации сельскохозяйственного института в городе Акмолинске. Решение об открытии первого высшего учебного заведения в Акмолинске было вызвано необходимостью организации сельскохозяйственного производства на поднятой целине. В качестве временной базы институту было передано помещение железнодорожного училища № 4 (расположенное между центром города и вокзалом), под общежитие было отведено два барака, принадлежавших бывшей трехгодичной сельскохозяйственной школе и находящихся на расстоянии 4,5 километра от основной территории института.
Фактическая деятельность вуза началась 22 февраля 1958 года, когда первый директор Акмолинского сельскохозяйственного института Т. Г. Духов приступил к своим обязанностям. Институту были выделены 4,1 тысячи м² учебной площади и неблагоустроенные, требующие капитального ремонта здания для проживания студентов. Поэтому кроме капремонта были осуществлены крупные сантехнические и благоустроительные работы: проложены теплотрассы и переведены на паровое отопление все здания, проложен водопровод и оборудована местная канализация, озеленена территория и асфальтированы основные дороги.
В апреле 1958 года институту было выделено 2700 га подсобного хозяйства Акмолинского облисполкома для организации учебно-опытного хозяйства. В мае 1959 года учебно-опытное хозяйство расширилось за счет ещё одного участка, расположенного в 15 километрах от города.
15 мая 1961 года институт в связи с новым названием города был переименован в Целиноградский сельскохозяйственный институт.
С 1988—1989 учебного года в институте была начата подготовка специалистов на казахском языке.
В октябре 2005 года университет прошёл государственную аттестацию по всем специальностям бакалавриата, магистратуры и аспирантуры. Университет в числе первых вузов Казахстана внедрил систему менеджмента качества, признанную Ассоциацией по сертификации «Русский Регистр» соответствующей международному стандарту ISO 9001:2000.

### История наименования
- 3 октября 1957 г. — Акмолинский сельскохозяйственный институт
- 15 мая 1961 г. — Целиноградский сельскохозяйственный институт
- 7 мая 1996 г. — Акмолинский аграрный университет им. С.Сейфуллина
- 15 июня 2001 г. — Казахский аграрный университет им. С.Сейфуллина
- 3 августа 2004 г. — Казахский государственный агротехнический университет им. С.Сейфуллина
- 22 мая 2007 г. — Казахский агротехнический университет им. С.Сейфуллина
- 1 марта 2023 г. — Казахский агротехнический исследовательский университет им. С.Сейфуллина

### Ректоры
- 1958—1961 — Духов Тимофей Григорьевич
- 1961—1982 — Гендельман Моисей Аронович
- 1982—1990 — Сагадиев Кенжегали Абенович
- 1991—1993 — Мауль Яков Яковлевич
- 1993—2004 — Алимжанов Бекен Окенович
- 2004—2011 — Булашев Айтбай Кабыкешович
- 2011—2020 — Куришбаев Ахылбек Кажигулович
- 2020—2022 — Айтуганов Кайрат Капарович
- 2022— н. в. — Тиреуов Канат Маратович

## Образовательная деятельность
Общая численность обучающихся в КазАТУ 10579. Среди них 51 % обучается по государственным образовательным грантам. Всего в КазАТУ реализуются 85 образовательных программ, в том числе: 37 специальностей бакалавриата, 31 специальности магистратуры, 17 специальностей докторантуры. Общая численность профессорско-преподавательского состава КазАТУ: 888 , среди них: 1) 60 профессоров; 2) 84 доктора наук; 3) 370 кандидатов наук; 4) 22 PhD. В рамках 48 образовательных программ внедрено трехъязычное обучение.
- В составе 8 факультетов КазАТУ действуют 38 кафедр, в том числе 25 научных центров и военная кафедра
- 62418 специалистов и бакалавров подготовлены в КазАТУ с 1957 года.
- 516 млн тенге направлены на научные исследования в КазАТУ в 2015 году. По количеству проектов, реализуемых в рамках грантового финансирования на 2015—2017 годы, КазАТУ занимает 4 место среди вузов Республики Казахстан.
- 29 известных ученых из 15 стран мира участвуют в научно-исследовательских проектах КазАТУ им. С.Сейфуллина. Среди них — профессора университетов из США, Германии, Австралии, Италии и других стран.
- Трудоустраиваемость выпускников по данным государственного центра по выплате пенсий 78 %. По этому показателю КазАТУ занимает 6 место в Казахстане.
- 120 преподавателей ведут дисциплины на английском языке. C 2012 года 45 ППС прошли обучение за рубежом в рамках программы «Болашак».
- В КазАТУ обучаются 123 иностранных студента из КНР, России, Монголии, Узбекистана, Таджикистана, Украины, Азербайджана и Исламской Республики Афганистан.
- За 2012—2015 году лекции прочитали 105 зарубежных преподавателей из 21 страны мира, 180 обучающихся прошли семестровое обучение в 11 зарубежных вузах.
- По количеству обладателей государственных грантов КазАТУ стабильно входит в ТОП-5 вузов Республики Казахстан.

### Профессорский состав университета
КазАТУ входит в число 60 базовых ВУЗов страны, осуществляющих подготовку кадров для проектов государственной программы индустриально-инновационного развития Республики Казахстан на 2015—2019 годы. Приоритетными секторами для КазАТУ определены «Сельскохозяйственное машиностроение», «Производство пищевых продуктов». Партнёром КазАТУ является Университет Калифорнии в Дэвисе, ведущий в мире исследовательский университет аграрного профиля, совместно с которым разрабатываются новые образовательные программы.
Наряду с этим университет активно развивает отношения с известными учебными заведениями мира. В настоящее время установили тесные партнёрские отношения с более 20 вузами и научно-исследовательскими центрами. Среди них есть такие государства как США, Великобритания, Китай, Россия, Белоруссия, Германия, Малайзия, Италия, Израиль, Монголия. В этих странах совершенствуют свои знания более 500 преподавателей и студентов университета, которые проходят в этих странах научную стажировку.

## Рейтинг университета
С 2012 года в течение 4 лет входит в «ТОП 800» лучших вузов мира, по версии агентства QS, являясь одним из 9 казахстанских университетов, входящих в этот рейтинг. В 2016 году университет впервые отмечен в рейтинге вузов восточной Европы и Центральной Азии QS University Rankings: EECA 2016 топ 200, куда вошло лишь 18 вузов Казахстана.
По результатам независимого рейтинга Национального агентства аккредитации и рейтинга, основанным на качестве образовательных программ, в 2014 году 30 образовательных программ КазАТУ (37 % от общего числа) вошли в тройку лучших программ страны. Из них 12 заняли первое место. Это позволило КазАТУ занять 5-е место в национальном рейтинге вузов, что является лучшим результатом за всю историю университета.
В Национальном рейтинге ведущих технических вузов Казахстана за 2024 год университет занял 7 место.

## Факультеты и общеуниверситетские кафедры
В состав вуза входят следующие факультеты и общеуниверситетские кафедры:
- Агрономический факультет:

- Кафедра земледелия и растениеводства
- Кафедра почвоведения и агрохимии
- Кафедра «Биология, защита и карантин растений»

- Факультет лесного хозяйства, дикой природы и окружающей среды:

- Кафедра лесных ресурсов и лесного хозяйства
- Кафедра охотоведения и рыбного хозяйства
- Кафедра экологии

- Факультет управления земельными ресурсами, архитектуры и дизайна:

- Кафедра архитектуры и дизайна
- Кафедра геодезии и картографии
- Кафедра кадастра
- Кафедра землеустройства

- Факультет ветеринарии и технологии животноводства:

- Кафедра ветеринарной медицины
- Кафедра ветеринарной санитарии
- Кафедра микробиологии и биотехнологии
- Кафедра технологии производства и переработки продуктов животноводства

- Факультет компьютерных систем и профессионального образования:

- Кафедра высшей математики
- Кафедра информационных систем
- Кафедра профессионального образования
- Кафедра физики и химии
- Кафедра физического воспитания
- Кафедра «Компьютерные науки»

- Технический факультет:

- Кафедра технологических машин и оборудования
- Кафедра технологии пищевых и перерабатывающих производств
- Кафедра транспортной техники и технологии
- Кафедра стандартизации, метрологии и сертификации
- Кафедра аграрной техники и технологии
- Кафедра технической механики

- Экономический факультет:

- Кафедра учета и финансов
- Кафедра «Менеджмент и маркетинг»
- Кафедра экономики

- Энергетический факультет:

- Кафедра радиотехники, электроники и телекоммуникаций
- Кафедра теплоэнергетики
- Кафедра эксплуатации электрооборудования
- Кафедра электроснабжения

- Военная кафедра

## Инфраструктура
На балансе университета имеются 8 общежитий, из них 3 для преподавателей и 4 студенческие. В общежитиях созданы все условия для проживания.
В общежитиях ведется постоянная работа по улучшению бытовых условий, а также профилактике правонарушений. В этом направлении установленные в студенческих общежитиях № 5, № 6, № 7, № 2"б" видеокамеры дают возможность содержать помещения в чистоте, а также предотвращать правонарушения.
При каждом общежитии работают тренажерные залы, парикмахерская и швейная мастерская. Каждая комната общежитий обеспечена интернет сетью. В каждой комнате имеются холодильники. По предложениям студентов во всех общежитиях оборудованы комнаты самоподготовки, компьютерные классы, прачечные.